# Яковлевка (Хайбуллинский район)
Яковлевка (баш. Яковлевка) — село в Хайбуллинском районе Башкортостана, входит в Татыр-Узякский сельсовет. 

## История
Название восходит к фамилии Яковлев .

## Население
| 2002 | 2010 |
| ---- | ---- |
| 337  | ↘301 |

Национальный состав
Согласно переписи 2002 года, преобладающие национальности — башкиры (62 %), русские (29 %).

## Географическое положение
Расстояние до:
- районного центра (Акъяр): 27 км,
- центра сельсовета (Татыр-Узяк): 15 км,
- ближайшей ж/д станции (Сара): 85 км.